# Чекмарівка
Чекмарівка (рос. Чекмаревка) — село в Обоянському районі Курської області Російської Федерації.
Населення становить 242 особи. Входить до складу муніципального утворення Гридасівська сільрада.

## Історія
Населений пункт розташований на території українського етнічного та культурного краю Східна Слобожанщина.
Від 2004 року входить до складу муніципального утворення Гридасівська сільрада.

## Населення
| 2002 | 2010 |
| ---- | ---- |
| 253  | ↘242 |